# كيم تشان
كيم تشان (بالإنجليزية: Kim Chan)‏ هو ممثل صيني/أمريكي بدأ مسيرته الفنية سنة 1951. امتدت مسيرته الفنية لأكثر من 56 عاما.

## الأعمال
- ملك الكوميديا
- نادي القطن
- 9 أسابيع ونصف
- جاذبية قاتلة
- العنصر الخامس
- محامي الشيطان
- 16 بناية

## روابط خارجية
- كيم تشان على موقع IMDb (الإنجليزية)
- كيم تشان على موقع ألو سيني (الفرنسية)
- كيم تشان على موقع أول موفي (الإنجليزية)
- كيم تشان على موقع قاعدة بيانات الأفلام السويدية (السويدية)
- كيم تشان على موقع قاعدة بيانات الفيلم (الإنجليزية)
- كيم تشان على موقع كينوبويسك (الروسية)